# Albrechtice u Lanškrouna

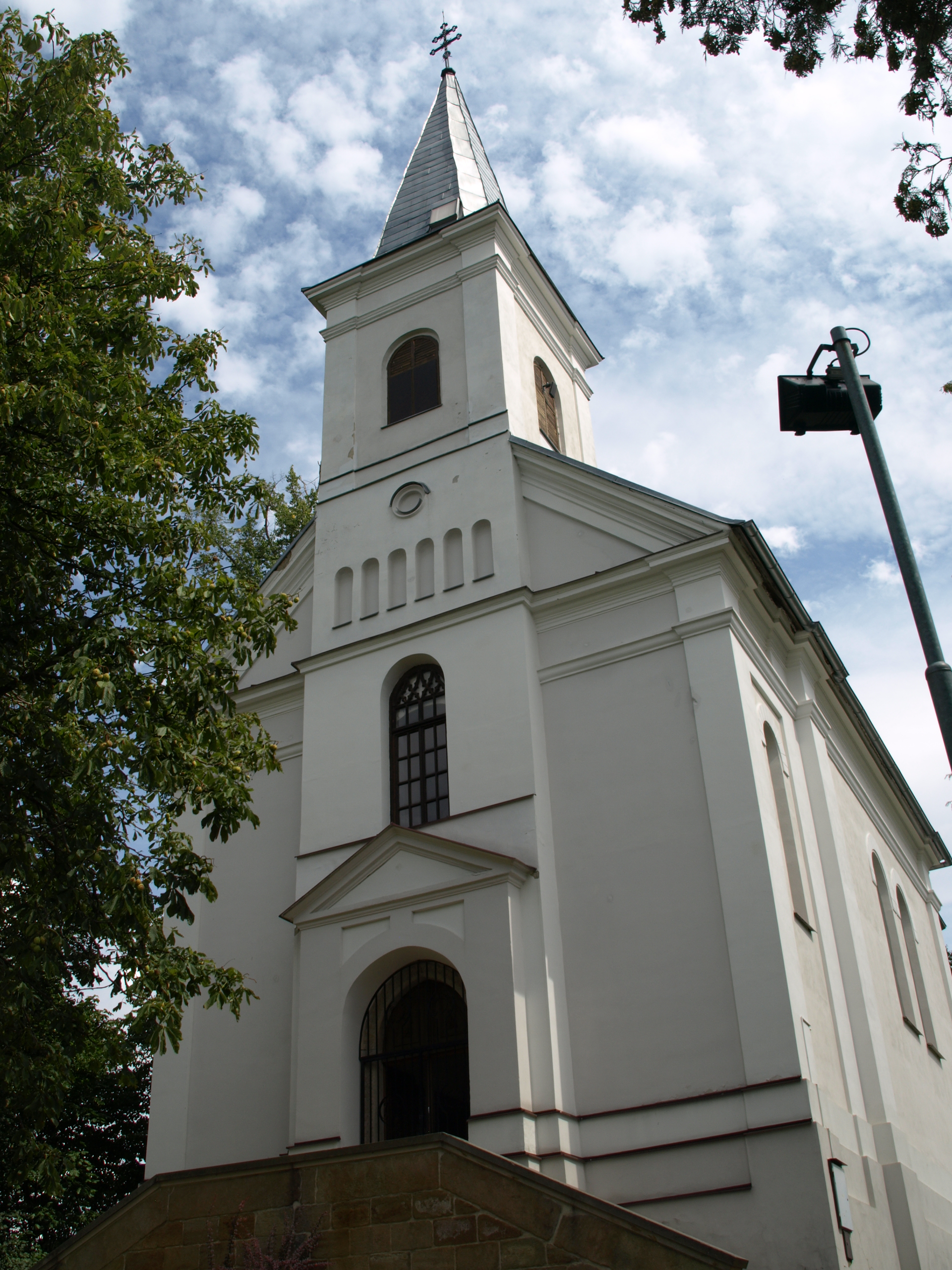
Kirche St. Anna, gebaut zwischen 1861 und 1865

Albrechtice (deutsch Olbersdorf, früher auch Olbschtoff, Buttapilz und 1304 Albrechtsdorf) ist eine Gemeinde an der Moravská Sázava im Pardubický kraj (Tschechien) nordöstlich der Stadt Lanškroun. Im Ort leben über 400 Einwohner. Albrechtice gehört zum Schönhengstgau.

## Geographie
Albrechtice befindet sich 9,5 Kilometer von Ústí nad Orlicí entfernt, bis Pardubice sind es 54 Kilometer. Albrechtice grenzt an Lanškroun im Westen, an Horní Čermná im Norden, an Cotkytle im Nordosten, an Strážná im Südosten sowie an Sázava u Lanškrouna und Lubník im Süden. Durch Albrechtice verläuft die Silnice I/43.
In Albrechtice fließt die Moravská Sázava mitsamt ihrem Zufluss Kalný potok.

## Geschichte
Nach einem königlichen Bulletin übergab Wenzel II. am 23. Oktober 1285 dem Witigonen Zawisch von Falkenstein und seinem Sohn Jan/Ješek die Stadt Lanškroun (Landiscrona) und alle Gemeinden, die dazugehörten. Sie setzen vermutlich einen Lokator („Besiedlungsagenten“) namens „Albrecht“ ein, der von diesen einen Platz zur Aussetzung eines Ortes erwarb (Albrechtsdorf = das Dorf des Albrecht). Nachdem Zawisch von Falkenstein 1290 wegen Hochverrat hingerichtet wurden, fielen dessen Besitzungen an die Krone Böhmen. Mit einer Urkunde vom 21. Mai 1304, in dem Albrechtice erstmals schriftlich erwähnt wird, schenkte Wenzel II. die Ländereien dann dem Zisterzienserkloster Königsaal (Zbraslav). Von 1358 bis 1421 gelangte das Bistum Litomyšl in den Besitz der Herrschaft Landskron-Landsberg und damit auch in den Besitz von Albrechtsdorf. Von ungefähr 1418 bis zirka 1433 ging das Bistum Litomyšl in den Hussitenkriegen unter. Die Herrschaft von Albrechtsdorf fiel in dieser Zeit an die Hussiten bzw. an die Taboriten. 1433 gehörte das Dorf den Herren Kostka von Postupice und ab 1507 durch Heirat dem Geschlecht derer von Pernstein. Um 1622 wurde Albrechtsdorf an die Herren von Liechtenstein verkauft (Herrschaft bis ca. 1789). Zwischen 1618 und 1648 wurde Albrechtsdorf geplündert und war kurz davor, aufgegeben zu werden (Wüstung). Seit 1673 war Lorenz Meixner im Besitz des Albrechtsdorfer Erbgerichts. Sein Geschlecht lebte hier bis 1945.

## Ortsteile
- Albrechtice

## Politik

### Bürgermeister von 1850 bis 1945
- 1850–1861: Vinzenz Maixner (* 1812)
- 1861–1867: Johann Tomsche
- 1867–1870: Johann Schwab
- 1870–1873: Josef Peschl
- 1873–1876: Leopold Pelzl
- 1876–1882: Vinzenz Maixner (* 1850)
- 1882–1894: Vinzenz Janisch
- 1894–1907: Johann Müller
- 1907–1910: Anton Schwab
- 1910–1919: Adolf Peschl
- 1919–1924: Rudolf Freudl (* 14. Juli 1871; † 1942)
- 1924–1927: Franz Marek
- 1927–1938: Adolf Peschl
- 1938-194x: Wilhelm Maixner
- 194x-1945: Josef Kratschmer

## Bevölkerungsentwicklung
- 1843: 841 Einwohner in 117 Häusern
- 1850: 929 Einwohner in 121 Häusern
- 1869: 780 Einwohner in 126 Häusern
- 1880: 868 Einwohner in 130 Häusern
- 1890: 926 Einwohner in 133 Häusern
- 1900: 816 Einwohner in 134 Häusern
- 1910: 825 Einwohner in 137 Häusern
- 1921: 768 Einwohner in 141 Häusern
- 1930: 700 Einwohner in 140 Häusern
- 1939: 647 Einwohner
- 1950: 439 Einwohner
- 1961: 517 Einwohner
- 1970: 498 Einwohner
- 1980: 507 Einwohner
- 1991: 486 Einwohner
- 2001: 495 Einwohner
- 2006: 497 Einwohner
- 2011: 469 Einwohner
- 2021: 452 Einwohner

## Söhne und Töchter der Stadt
- Eligius Freudl (1875–1951),  deutsch-österreichischer Pflanzenzuchtforscher
- Wilhelm Maixner (1877–1941), Politiker

## Sehenswürdigkeiten
Kirche der Hl. Anna, erbaut 1862–1864, die letzten Renovierungen fanden 1997 statt.